# Ochthebius quadrifossulatus
Ochthebius quadrifossulatus es una especie de escarabajo del género Ochthebius, familia Hydraenidae. Fue descrita científicamente por Waltl en 1835.
Se distribuye por Marruecos (en la cadena montañosa del Atlas Medio). Mide 2,4 milímetros de longitud y su edeago 0,5 milímetros.